# Dačice (stacja kolejowa)
Dačice – stacja kolejowa w miejscowości Dačice, w kraju południowoczeskim, w Czechach. Jest stacją końcową linii z Kosteleca u Jihlavy. Znajduje się na wysokości 465 m n.p.m..  
Na stacji istnieje możliwość zakupu biletu i rezerwacji miejsc.

## Linie kolejowe
- 227 Kostelec u Jihlavy - Slavonice